# Sistín
Sistín (llamada oficialmente Santa María de Sistín) es una parroquia y un lugar del municipio español de La Teijeira, en la provincia de Orense, Galicia.

## Toponimia
La parroquia también es conocida por el nombre de Santa María de Sixtín.

## Organización territorial
La parroquia está formada por tres entidades de población:
- A Eirexa
- Sixtín (Sistín)
- Valilongo

## Demografía

### Parroquia
| Gráfica de evolución demográfica de Sistín (parroquia) entre 2000 y 2023 |
|                                                                          |
| Datos según el nomenclátor publicado por el INE.                         |

### Lugar
| Gráfica de evolución demográfica de Sixtín (lugar) entre 2000 y 2023 |
|                                                                      |
| Datos según el nomenclátor publicado por el INE.                     |